# Herviera isidella
Herviera isidella is een slakkensoort uit de familie van de Pyramidellidae. De wetenschappelijke naam van de soort is voor het eerst geldig gepubliceerd in 1898 door Melvill & Standen.